# AfE-Turm
AfE-Turm – wieżowiec we Frankfurcie nad Menem, w Niemczech istniejący w latach 1970–2014. Budynek został otwarty w 1972 roku, posiadał 32 kondygnacje i liczył 116 m wysokości. Był jednym z budynków uniwersyteckich Uniwersytetu Johanna Wolfganga Goethego we Frankfurcie nad Menem. 2 lutego 2014 roku wieżowiec został zburzony.